# Heimpersdorf
Heimpersdorf ist ein Kirchdorf und Ortsteil von Baar (Schwaben) im Landkreis Aichach-Friedberg, der zum Regierungsbezirk Schwaben in Bayern gehört. Zur Gemarkung Heimpersdorf gehören der Weiler Lechlingszell und die beiden Einödhöfe Oberperlmühle und Unterperlmühle; diese Orte waren auch Ortsteile der bis 30. April 1978 bestehenden Gemeinde.

## Geographie
Heimpersdorf liegt südlich von Baar im Tal der Kleinen Paar auf der Hochfläche des Unteren Lechrains der Aindlinger Terrassentreppe. Naturräumlich gehört es also zur Donau-Iller-Lech-Platte, die wiederum Teil des Alpenvorlandes ist, eine der Naturräumlichen Haupteinheiten Deutschlands.

Nur einige hundert Meter westlich an Heimpersdorf vorbei führt die nordsüdlich verlaufende Staatsstraße 2047 von Rain nach Aichach.

## Geschichte
Erstmals wurde Heimpersdorf 1280 im Wittelsbacher Urbar unter Heimprehstorf, also Dorf des Heimprecht erwähnt. Es gehörte stets zum Landgericht Rain. Grundherren waren die Herzöge (beziehungsweise ab 1623 Kurfürsten) von Bayern in Gestalt des Kastenamts Rain und die Hofmark Unterbaar.

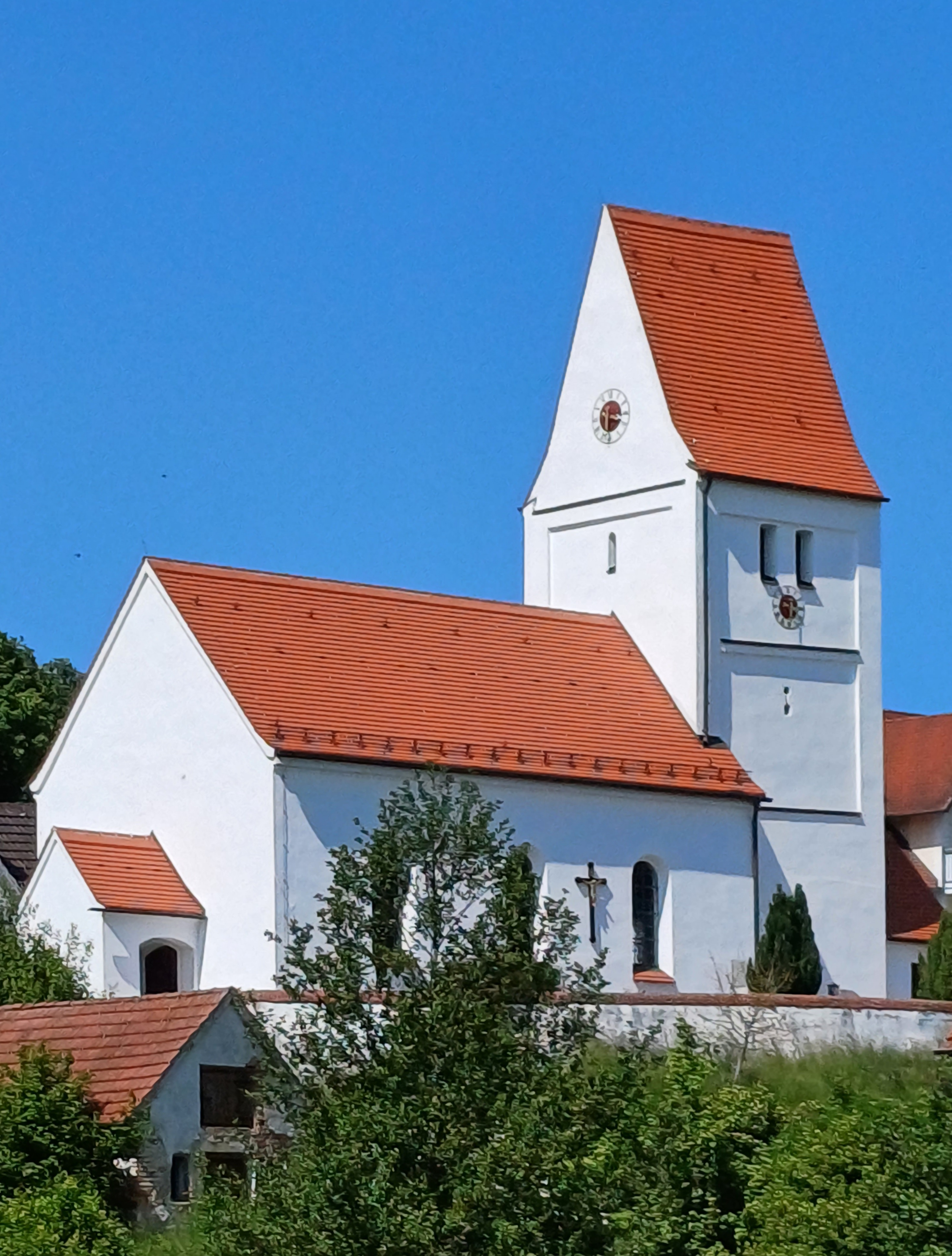
St. Johannes Baptist

Die katholische Filialkirche St. Johannes Baptist gehört zur Pfarrei Sankt Michael im Nachbarort Osterzhausen. Bei der Kirche handelt es sich um eine Chorturmkirche. Der Turm stammt von 1520, das Schiff um 1670.

In der kleinen Kapelle zur Schmerzhaften Muttergottes von Lechlingszell, die vom Kloster Thierhaupten erbaut worden war, befindet sich eine außergewöhnliche Pietà von 1720.

Bis zum 1. Juli 1972 gehörte Heimpersdorf mit seinen Ortsteilen als selbstständige Gemeinde zum Landkreis Neuburg an der Donau und fiel dann mit der Kreisgebietsreform an den Landkreis Augsburg (zunächst mit der Bezeichnung Landkreis Augsburg-West). Am 1. Mai 1978 wurde Heimpersdorf in den Markt Thierhaupten eingemeindet. Am 1. Januar 1994 wechselte die Gemarkung Heimpersdorf nach einer Einwohnerabstimmung von Thierhaupten zur Gemeinde Baar (Schwaben), die am selben Tag nach langem Kampf ihre Selbstständigkeit wieder erlangte und damit zum Landkreis Aichach-Friedberg und zur Verwaltungsgemeinschaft Pöttmes kam.

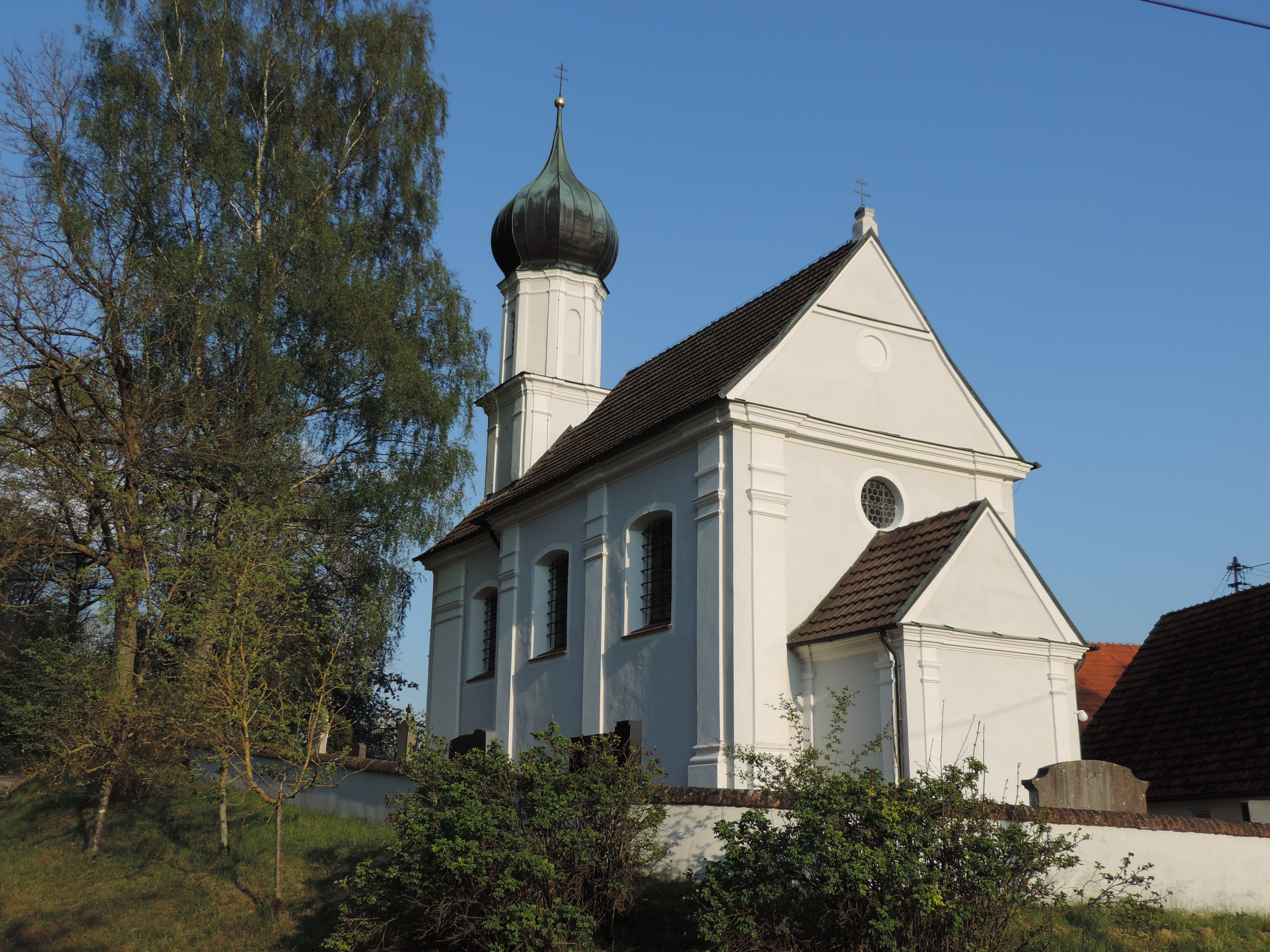
Kirche Schmerzhafte Muttergottes in Lechlingszell

## Sehenswürdigkeiten
- Katholische Kirche St. Johannes Baptist in Heimpersdorf
- Kapelle zur Schmerzhaften Muttergottes in Lechlingszell